# Stadion PHZK w Krzywym Rogu
Stadion PHZK (ukr. Стадіон ПГЗК) – wielofunkcyjny stadion w Krzywym Rogu, w obwodzie dniepropetrowskim na Ukrainie. Domowa arena miejscowej drużyny amatorskiej Południowego Zakładu Wzbogacenia Rud (PZWR, ukr. ПГЗК - Південний гірничо-збагачувальний комбінат, rus. ЮГОК - Южный горно-обогатительный комбинат).
Stadion PHZK w Krzywym Rogu został zbudowany po tym jak w 1955 został uruchomiony Południowy Zakład Wzbogacenia Rud. Stadion zapisał się do historii 8 kwietnia 1994 roku, kiedy to na nim był rozegrany mecz miejscowej piłkarskiej drużyny Krywbas Krzywy Róg z Metalistem Charków. Mecz 23 kolejki Wyższej Ligi Ukrainy był zaplanowany na domowej arenie Krywbasu Metałurh, ale został przeniesiony na stadion PHZK, gdzie go zobaczyło 5 tys. widzów.